# Dirty Mind
Dirty Mind (с англ. — «Грязные мысли») — 3-й студийный альбом американского певца и музыканта Принса. Вышел 8 октября 1980 года.

## Описание, приём и критика
Warner Bros. Records как продолжение его одноимённого второго альбома Prince, (1979). Он был спродюсирован, аранжирован и сочинен полностью исполнен Принцем в его домашней студии в Миннеаполисе, штат Миннесота с мая по июнь 1980 года. Dirty Mind был признан критиками самым креативным и смелым альбомом Принца, установив основу для его художественного направления в последующие годы
Весной 1980 года Принс и члены его группы поддержки Дез Дикерсон , Андре Симон, барабанщик Бобби Зи и клавишники Доктор Финк и Гейл Чепмен провели девять недель в дороге, открывающейся для Рика Джеймса, музыкального соперника Принца. После окончания турне Джеймса Принц вернулся в Миннесоту и снял дом в Wayzata, где открыл студию с 16 треками. Во время записи альбома джем-аут Доктора Финка во время репетиции послужил основой для заглавного трека.
Слияние пост-диско, новой волны и фанка, Dirty Mind более распространен в звуке панк, чем на предыдущих альбомах Принца. Высокий и женственный вокал Принца, наряду с его андрогинным имиджем в эпоху Dirty Mind, был признан за то, что привлек внимание к гайдару . Как ни странно, тема альбома подпитывается явными темами, включая оральный секс, секс втроем, инцест и эякуляцию, которые были признаны за открытие двери для сексуально откровенных альбомов в ближайшие годы.
Первый сингл Dirty Mind, "Uptown ", достиг пятой позиции в Billboard Hot Soul Singles и чарты Billboard National Disco Action Top 30 . Хотя альбом достиг только 45-й позиции в Billboard 200 , он получил широкое признание музыкальных критиков и кроссовер успех. Из-за смешения жанров критики приветствовали его за настройку звука для городской чёрной музыки начала 1980-х. Альбом был оценён несколькими изданиями как один из величайших альбомов всех времён.
В своих мемуарах Принс вспоминал, как, поставив впервые эту пластинку своему отцу, он ввязался с ним в длительный спор о том, что можно позволять на альбоме, а что — нельзя.
| Оценки критиков               | Оценки критиков |
| Источник                      | Оценка          |
| ----------------------------- | --------------- |
| AllMusic                      | [ 2 ]           |
| Blender                       | [ 3 ]           |
| Chicago Sun-Times             | [ 9 ]           |
| Christgau's Record Guide      | A               |
| Entertainment Weekly          | A               |
| The Guardian                  | [ 4 ]           |
| Pitchfork                     | 10/10           |
| Rolling Stone                 | [ 13 ]          |
| The Rolling Stone Album Guide | [ 14 ]          |
| Spin Alternative Record Guide | 10/10           |

## Список композиций
Слова и музыка всех песен — Принса, если не указано иное.
| №  | Название                   | Автор(ы)        | Длительность |
| -- | -------------------------- | --------------- | ------------ |
| 1. | «Dirty Mind»               | Принс, Dr. Fink | 4:14         |
| 2. | «When You Were Mine»       |                 | 3:47         |
| 3. | «Do It All Night»          |                 | 3:42         |
| 4. | «Gotta Broken Heart Again» |                 | 2:16         |

| №  | Название  | Автор(ы)          | Длительность |
| -- | --------- | ----------------- | ------------ |
| 5. | «Uptown»  |                   | 5:32         |
| 6. | «Head»    |                   | 4:44         |
| 7. | «Sister»  |                   | 1:31         |
| 8. | «Partyup» | Принс, Моррис Дей | 4:24         |